# プリンティング・ハウス・スクエア

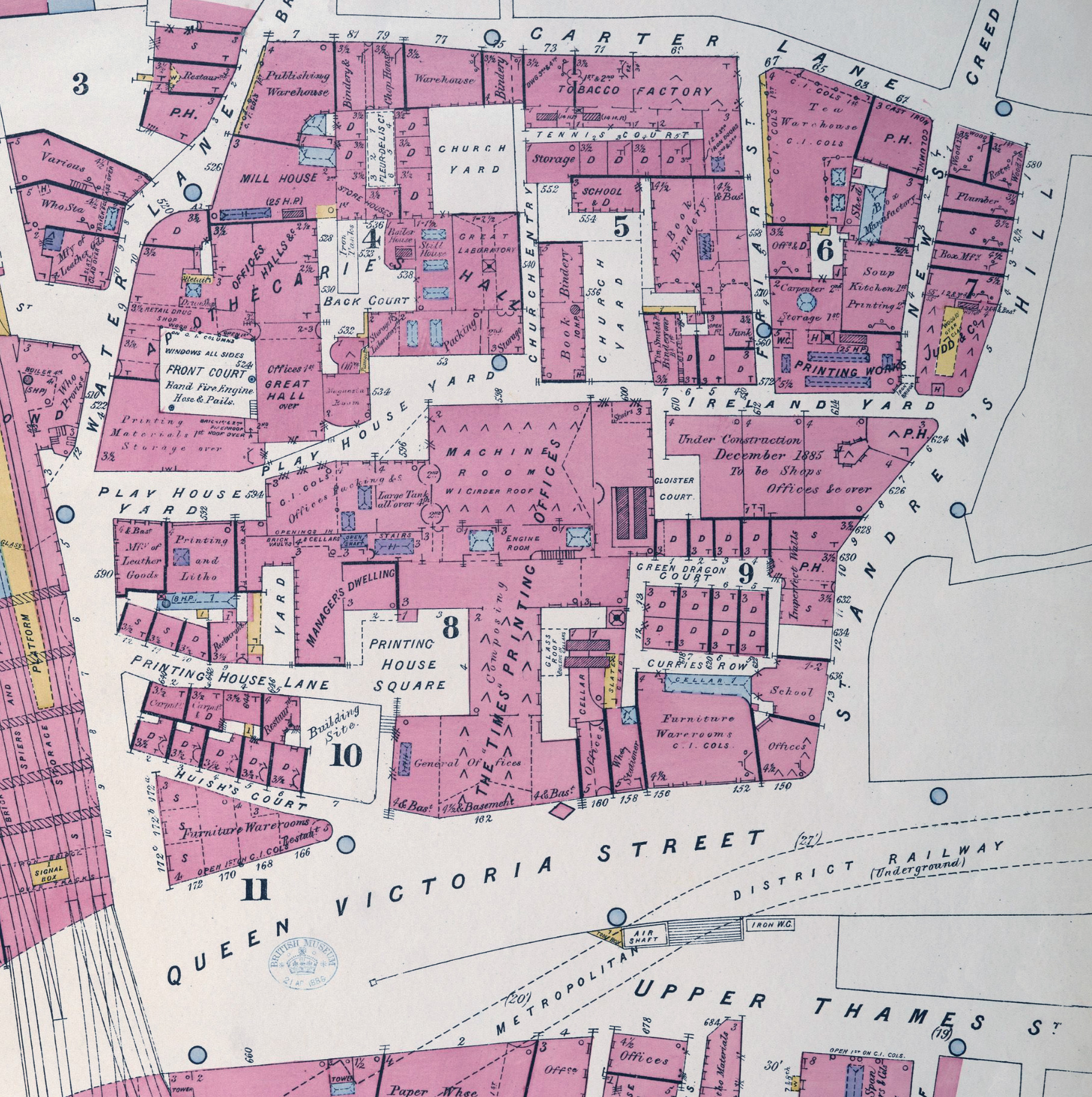
1886年のプリンティング・ハウス・スクエア。画面左下の「8」と番号が打たれているところがプリンティング・ハウス・スクエア。南西側を除き、『タイムズ』の社屋に囲まれている。

プリンティング・ハウス・スクエア (Printing House Square) は、シティ・オブ・ロンドンの区域内にかつて存在した、建物に囲まれた中庭のような形状の広場。1666年のロンドン大火の後、この地に欽定印刷所の役所が移転してきたことから、まず「プリンティング・ハウス」（印刷所）のヤード（庭）、すなわちプリンティング・ハウス・ヤードと称されるようになり、後にはヤードをスクエア（四角い広場）に置き換えて、プリンティング・ハウス・スクエアと呼ばれるようになった。欽定印刷所は、1770年まで当地にあった。
1785年に当地で創刊された『デイリー・ユニバーサル・レジスター』紙は、1788年に『タイムズ』紙と改題して以降、永らくこの地に本社を構えていたが、1974年にここからグレイズ・イン・ロードへ移転し、さらに1986年にはワッピングへと移転した。グレイズ・イン・ロードの社屋はニュー・プリンティング・ハウス・スクエアと呼ばれた。
その後、南側のクイーン・ヴィクトリア・ストリート、西側のブラックフライヤーズ・レーン、北側のプレイハウス・ヤードとアイルランド・ヤード、東側のセント・アンドリューズ・ヒルに囲まれたブロック全体が再開発され、プリンティング・ハウス・スクエアは姿を消した。再開発されたコンプレックス、BNYメロン・センター (BNY Mellon Centre) には、バンク・オブ・ニューヨーク・メロンのロンドンの拠点などが入っている。